# Čtyři pilíře zelené politiky
Čtyři pilíře zelené politiky (také čtyři pilíře strany zelených) je základní prohlášení zelené politiky. Definuje tento politický směr jako kombinaci čtyř společenských vlivů – mírového hnutí, hnutí za občanská práva, hnutí za ochranu přírody, a dělnického hnutí. Jsou to:
- Ekologické myšlení
- Sociální spravedlnost
- Účastnická demokracie
- Nenásilí

## Historie
Čtyři pilíře vytvořili němečtí Die Grünen na konci 70. let 20. století. V roce 1984 došlo v USA v rámci Green Committees of Correspondence k rozšíření čtyř pilířů na desatero klíčových hodnot zelené politiky. V roce 2001 vzniknul kompromis mezi evropskými a americkými vizemi, který dostal název Charta globálních zelených. K jejímu přijetí došlo na celosvětovém sjezdu Globálních zelených.

## Rozdílná interpretace pilířů
Australští zelení pilíře uvádějí v této podobě: ekologická udržitelnost, sociální a ekonomická spravedlnost, mír a nenásilí a demokracie zdola (Ecological sustainability, Social and economic justice, Peace and nonviolence a Grassroots democracy).
Němečtí zelení (Bündnis 90/Die Grünen) je překládají: ekologicky, sociálně, pomocí účastnické demokracie a bez násilí (Ökologisch, Sozial, Basisdemokratisch a Gewaltfrei).

## Vysvětlení čtyř pilířů
- ekologické myšlení je souhrn učení a filozofických směrů, jejichž cílem je omezit negativní dopady lidské existence na životní prostředí a najít nové cesty k soužití člověka s dalšími živými organismy. Těchto cílů má být dosaženo hlubšími změnami jak v politické praxi, tak v kvalitativních posunech etických norem a vzorů chování.
- sociální spravedlnost (také sociální rovnost nebo ekonomická spravedlnost) je odmítnutím různých forem diskriminace na základě rozdílů třídy, pohlaví, etnického původu, náboženského vyznání či kulturních kořenů.
- účastnickou demokracii prosazují zelené strany jako jediný spolehlivý model řízení společnosti. Praktickým projevem této praxe je, že řada zelených stran odmítla tradiční systém stranické hierarchie, na jejímž vrcholu většinou stojí jeden předseda. Nahrazují jej systémem spolupředsedů nebo mluvčích. Typickým rysem zelené politiky je decentralizace a přesun maximálně možného množství pravomocí na nejnižší úrovni řízení.
- nenásilí v zelené politice se odráží v tom, že politici těchto stran odmítají fyzický a psychický nátlak jako prostředek boje s oponenty. Cílem je použití takových opatření, která předcházejí eskalaci konfliktu, zejména jednání a kompromis. Vychází např. z učení Mahátma Gándhího a Kvakerů.